# بيت أمر
بيت أُمَر بلدة فلسطينية تقع في جنوب الضفة الغربية إلى الشمال من مدينة الخليل وتبعد عن مركز المدينة 11.5 كم، وهي تابعة لمحافظة الخليل.

## تاريخ القرية
أقيمت على انقاض بلدة “معاره” العربية الكنعانية ومعناها موضع مكشوف أو مكان عار من الأشجار، وقد ذكرها الإفرنج في العصور الوسطى باسم بيثامان (Bethamen).
كان قد استقر بها إبراهيم محمد علي باشا عام 1831 ميلاديًا، وأطلق عليها اسمها الحالي.

## السكان
يبلغ عدد سكانها 19400 نسمة في تعداد مارس 2008
تشتهر بالزراعة وأهم زراعاتها العنب والبرقوق (الخوخ) والتفاح واللوزيات والخضار، ويحدها من الشمال مستوطنة غوش عتصيون والتي بدورها التهمت ما يقارب 30% من أراضيها ناهيك عن جدار الفصل العنصري الذي ابتلع مساحات ليست بالصغيرة من كرومها. ومن الجنوب يحدها مستوطنة كرمي تسور وأيضا ابتلعت من أراضيها الكثير وصودر أكثر من 53% من مساحتها الاصلية وهناك طريق التفافي للمستوطنين سيلتهم جزء كبير من اراضيها في منطقة واد الشيخ وهي منطقة زراعية تقع شرق القرية بالقرب من مخيم العروب. وترتفع البلدة أكثر من 987 متر عن مستوى سطح البحر. وهي أيضا تعتبر من أجمل وأرقى بلدات فلسطين، وتتسم بالتربة الخصبة والمناخ العليل.
حدود البلدة:
- من الشمال -مستوطنة كفار عتصيون
- من الجنوب - بلدة حلحول ومدينة الخليل.
- من الغرب - بلدة صوريف.
- من الشرق - بلدة سعير وبلدة الشيوخ وبلدة بيت فجار ومخيم العروب.

## الاقتصاد والبنية التحتية
يعتمد السكان اقتصاديا على
- سوق العمل الإسرائيلي 37 % من الايدي العاملة
- قطاع الزراعة 20% من الايدي العاملة
- قطاع الخدمات 7 % من الايدي العاملة
- قطاع الموظفين 20 % من الايدي العاملة وهو أخذ في ازدياد
- قطاع التجارة 15 % من الايدي العاملة

البنية التحتية:
الاتصالات: حوالي 97 % من الوحدات السكنية موصولة بشبكة الاتصالات.
المياه والكهرباء: وصلت البلدة بشبكة المياه والكهرباء عام 1973 م، وقرابة 98 % من الوحدات السكانية موصولة بالشبكة.
ويمتد من أول البلد إلى اخرها شارع رئيسي يوصلها ببلدة صوريف المجاورة للبلدة
مؤسسات البلدة
- جمعية بيت امر الخيرية
- جمعية بيت امر لرعاية الايتام
- نادي شباب بيت امر الرياضي
- جمعية خريجي بيت امر
- مستوصف الحكمة التخصصي
- مستوصف جمعية بيت امر الخيرية
- مركز الشيخة فاطمة بنت مبارك للتأهيل المهني